# Landgericht Tübingen

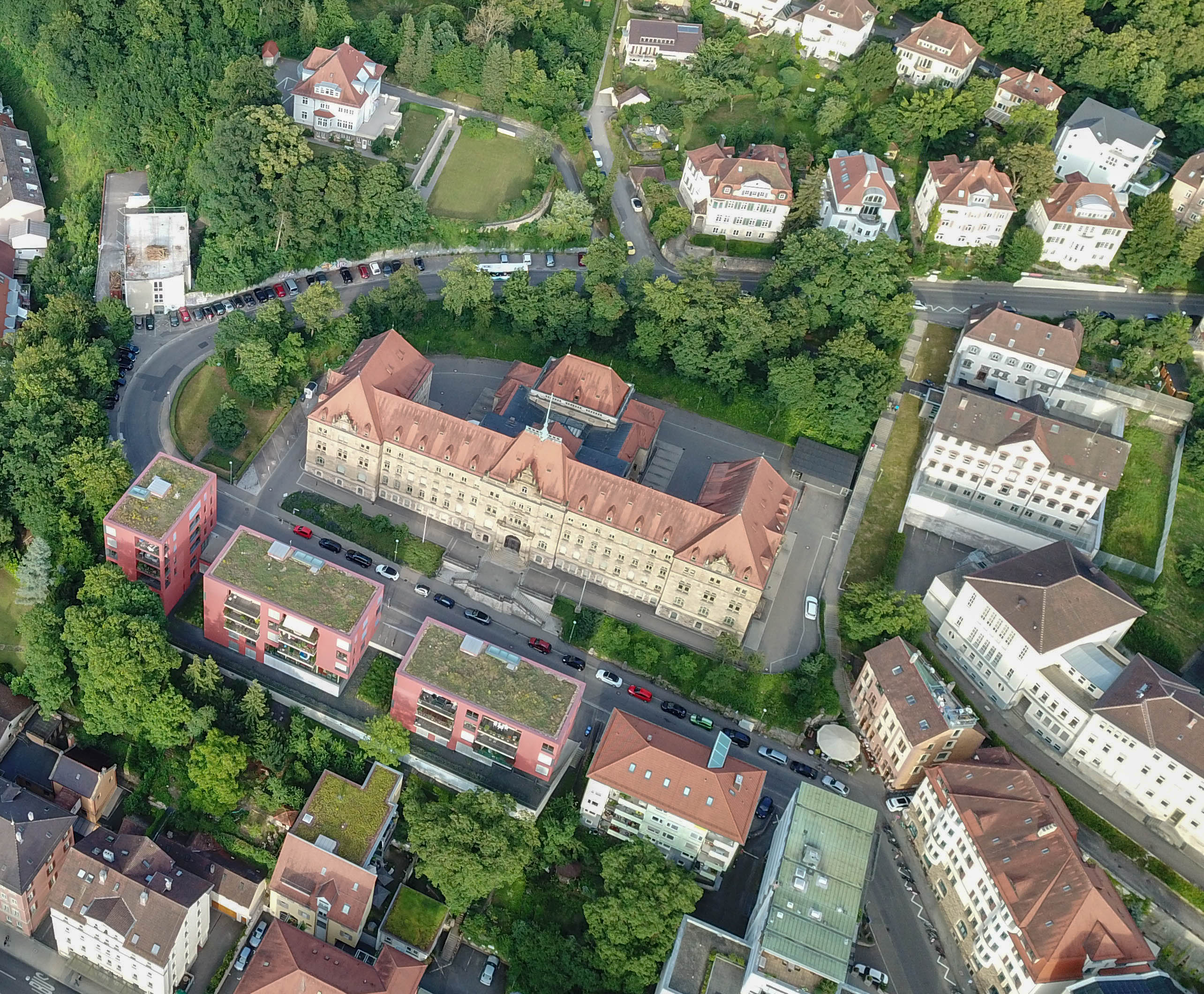
Landgericht Tübingen aus der Luft

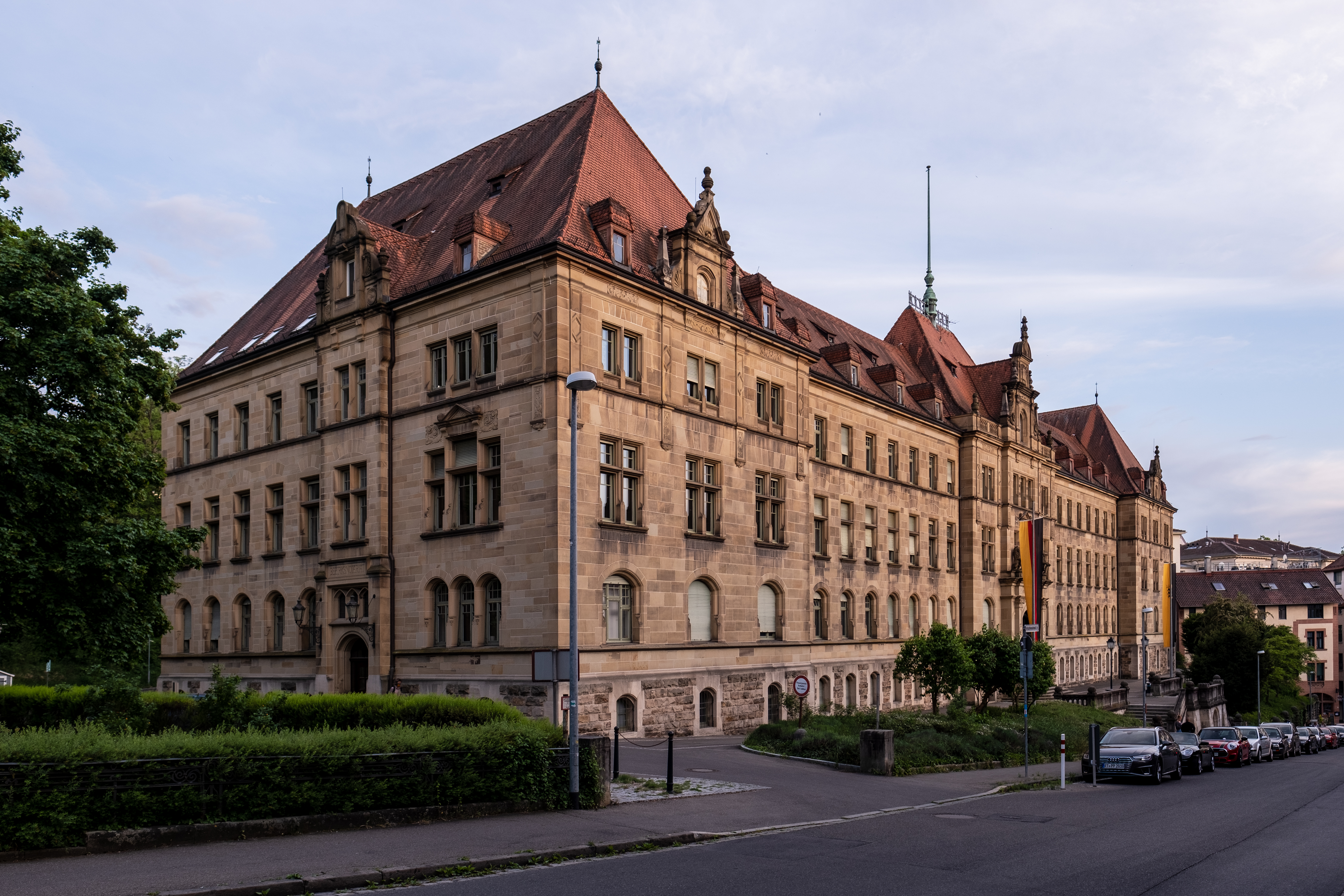
Amts- und Landgericht Tübingen

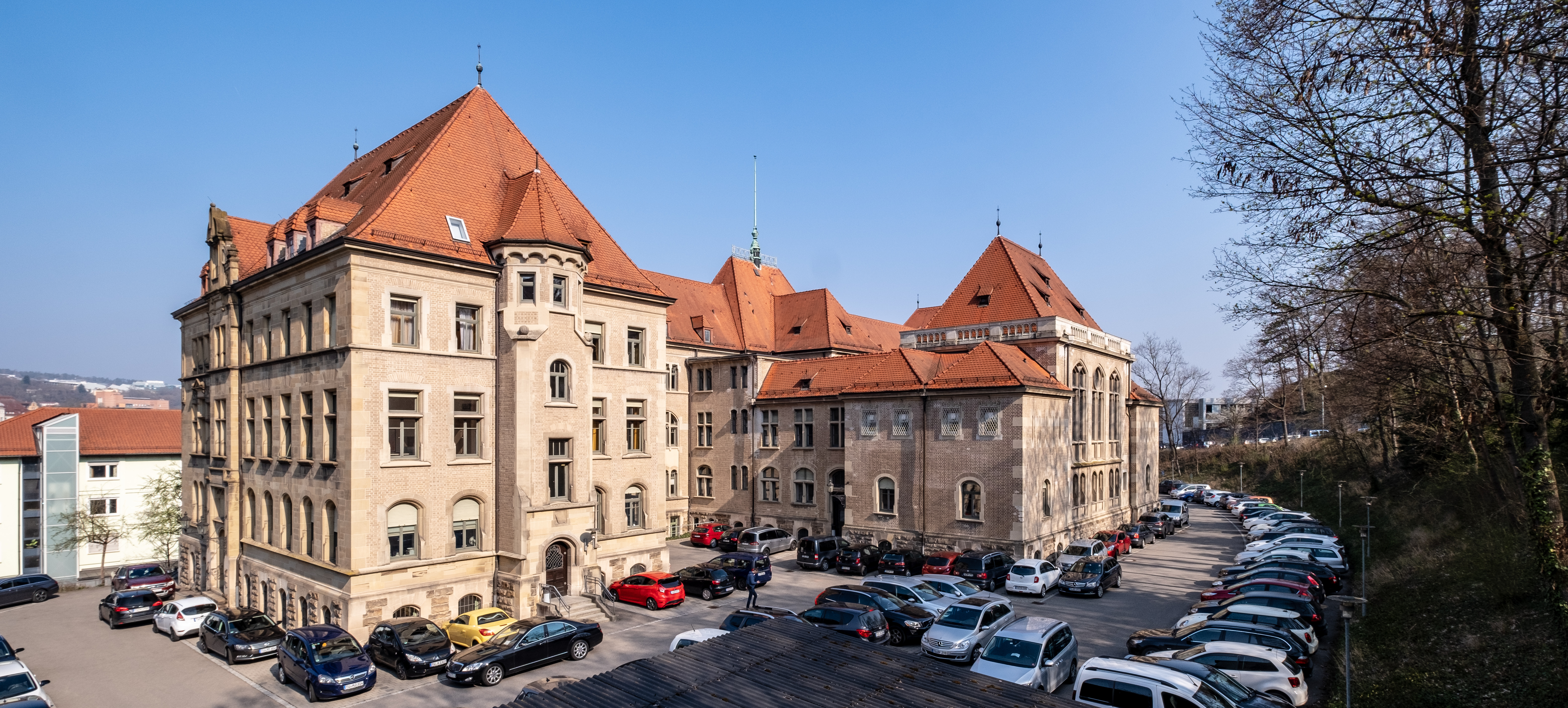
Gebäuderückseite

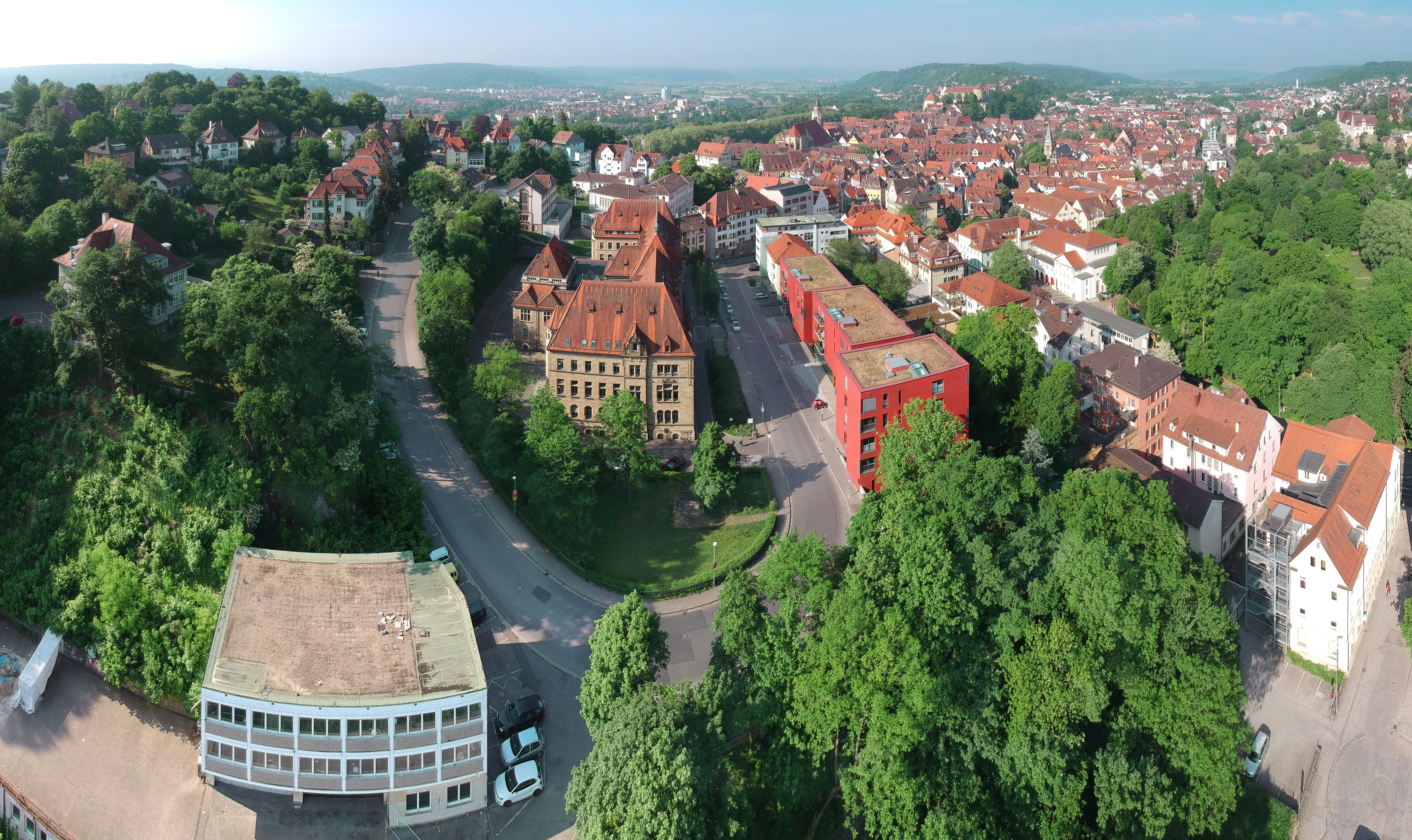
Landgericht Tübingen aus der Luft

Das Landgericht Tübingen ist ein Gericht der ordentlichen Gerichtsbarkeit und eines von acht Landgerichten im Bezirk des Oberlandesgerichts Stuttgart.

## Geschichte
Die Geschichte der Gerichtsbarkeit in Tübingen geht auf das Tübinger Stadtrecht im 14. Jahrhundert zurück. Anfangs tagte das Tübinger Stadtgericht unter freiem Himmel, nach Errichtung des Tübinger Rathauses im Jahre 1435 in diesem Gebäude.
Seit 1514 beherbergte Tübingen mit dem Hofgericht das oberste württembergische Gericht. Unter napoleonischer Besetzung wurde das Gericht in Tübingen 1805 geschlossen und das nun neu gebildete Oberhof- und Appellationsgericht (später: Obertribunal) nach Stuttgart verlegt.
Tübingen wurde Sitz eines Oberamtsgerichts und ab 1819 außerdem eines königlichen Kreisgerichtshofs als Mittelinstanz. 1843 wurde dem Kreisgerichtshof das Amt des Staatsanwalts zugeordnet, der als Vorläufer der heutigen Staatsanwaltschaft gilt.
Mit der Reichsgründung 1871 und dem Inkrafttreten einheitlicher Reichsjustizgesetze wurde aus dem Oberamtsgericht das Amtsgericht, aus dem Kreisgerichtshof das Landgericht Tübingen, wie sie noch heute bestehen.

## Gerichtsgebäude
Das Landgericht ist gemeinsam mit dem Amtsgericht Tübingen im Justizgebäude Doblerstraße 14 (zur Bauzeit Kaiserstraße) untergebracht, das von Albert von Beger entworfen und am 9. Oktober 1905 eingeweiht wurde.

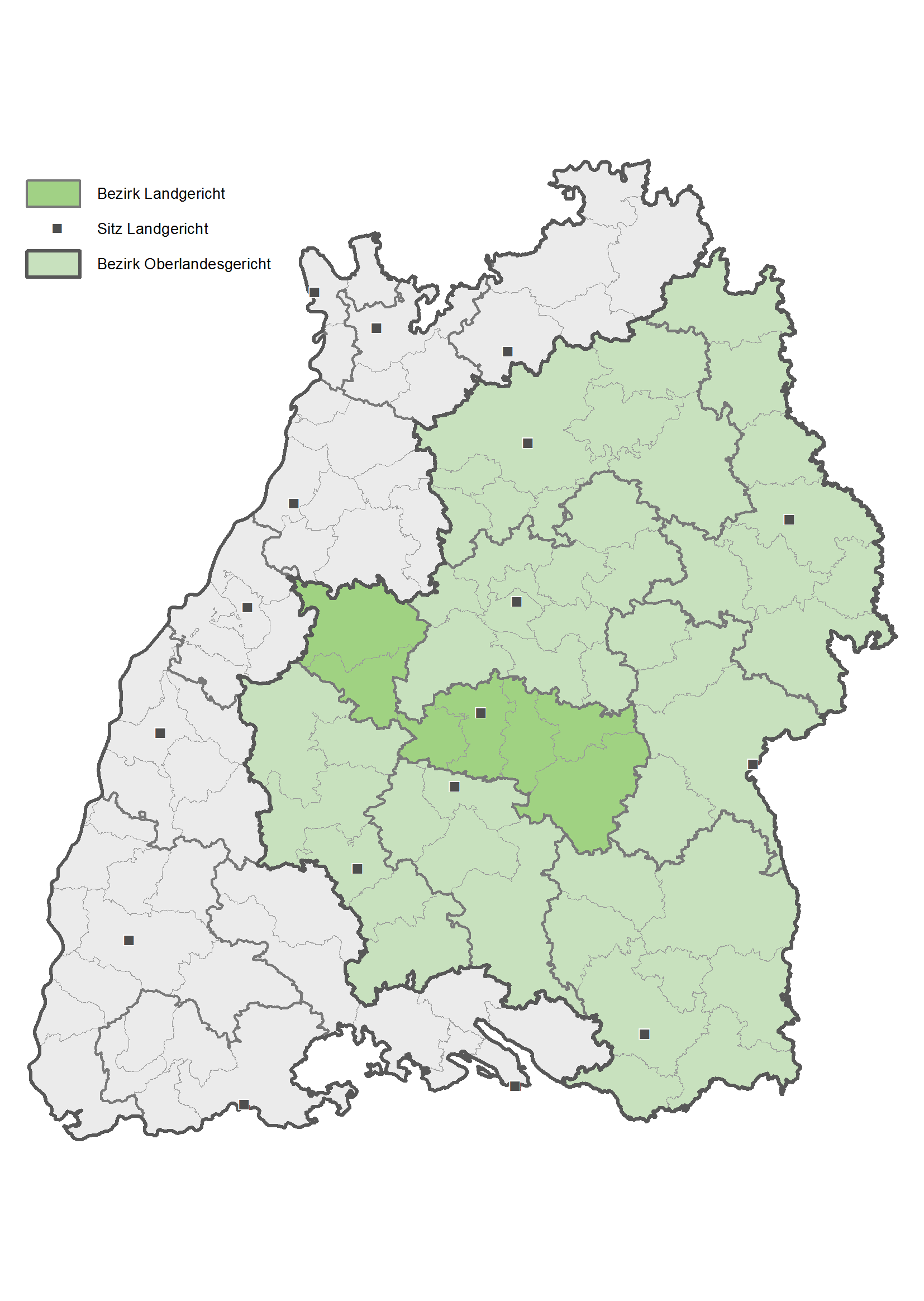
Landgerichtsbezirk Tübingen (dunkel) im Oberlandesgerichtsbezirk Stuttgart (hellgrün) in Baden-Württemberg

## Gerichtssitz und -bezirk
Das Landgericht (LG) hat seinen Sitz in Tübingen, Baden-Württemberg. Der Gerichtsbezirk umfasst die Landkreise Calw, Reutlingen und Tübingen mit insgesamt etwa 640.000 Einwohnern.
Zum Gerichtsbezirk gehören sieben Amtsgerichte: Bad Urach, Calw, Münsingen, Nagold, Reutlingen, Rottenburg und Tübingen.
Dem Landgericht Tübingen ist das Oberlandesgericht Stuttgart übergeordnet.

## Struktur
Zum Landgericht Tübingen zählen derzeit 7 Zivilkammern, 2 Kammern für Handelssachen, ferner für erstinstanzliche Strafsachen ein Schwurgericht, ein Auffangschwurgericht sowie drei große Strafkammern und zwei große Jugendkammern.

## Ehemalige Richter
- Karl Heck (1896–1997)
- Theodor Prinzing (1925–2025)
- Bernhard Ruetz (1950–2008)
- Carlo Schmid (1896–1979)
- Paul Wilhelm Wenger (1912–1983)